# Riserva naturale nazionale
Una riserva naturale nazionale (RNN) è un'area protetta che fa parte delle riserve naturali della Francia e il cui status è definito dalla legge sulla democrazia locale del 27 febbraio 2002. È uno strumento di protezione a lungo termine per spazi, specie o oggetti geologici. La durata della sua protezione è illimitata.

## Storia
Nel 1912, la prima riserva naturale francese fu creata nell'arcipelago dei Sept-Îles sotto forma di riserva ornitologica privata. Sarà classificata nel 1976. Il primo RNN creato è quello del Lac Luitel in Isère classificato nel 1961.

## Legislazione
Dopo che la legge n. 57-740 del 1º luglio 1957 ha modificato la legge del 2 maggio 1930 con l'aggiunta di un articolo 8 bis che consente la classificazione di un sito in "riserva naturale", le riserve naturali sono state istituite a norma della legge n. 76-629 del 10 luglio 1976 relativa alla protezione della natura. Successivamente, la legge sulla democrazia locale del 27 febbraio 2002 ha ridefinito il suo status distinguendo:
- riserve naturali nazionali;
- riserve naturali regionali;
- riserve naturali della Corsica.

Le riserve naturali nazionali sono classificate da un decreto ministeriale o da un decreto del Consiglio di Stato.

## Inventario
Dal 1º gennaio 2019 ce ne sono 5
167 riserve naturali nazionali per 67.681.656 ettari suddivise in:
- 151 RNN nella Francia continentale;
- 16 RNN all'estero.

Le più piccole RNN sono quelle di Toarcien con 0,61 ha e della grotta Gravelle con 1,37 ha.
Le più grandi sono quelle dei territori meridionali francesi con 67.200.000 ettari, Nouragues con 100.000 ettari, paludi Kaw-Roura con 94.700 ettari, Trinidad con 76.000 ettari e gli altopiani del Vercors con 17.030 ettari (il più grande della Francia metropolitana).